# Viola aetolica
Viola aetolica Boiss. & Heldr. – gatunek roślin z rodziny fiołkowatych (Violaceae). Występuje naturalnie w Serbii, Czarnogórze, Albanii i Grecji. 

## Morfologia
PokrójBylina dorastająca do 15–40 cm wysokości, tworząca kłącza.
LiścieBlaszka liściowa ma kształt od owalnego do lancetowatego. Mierzy 2 cm długości, jest karbowana na brzegu, ma sercowatą nasadę i ostry wierzchołek. Ogonek liściowy jest nagi.
KwiatyPojedyncze, wyrastające z kątów pędów. Mają działki kielicha o owalnie lancetowatym kształcie i dorastające do 2–3 mm długości. Płatki są odwrotnie jajowate i mają fioletową lub żółtą barwę, płatek przedni jest wyposażony w obłą ostrogę o długości 5-6 mm.